# Zauške
Zauške ili epidemični parotitis je akutna virusna bolest uzrokovana virusom zauški. Početni znakovi i simptomi često uključuju groznicu, bol u mišićima, glavobolju, slab apetit i opšti loši osećaj. Nakon toga obično sledi bolno oticanje jedne ili obe parotidne pljuvačne žlezde. Simptomi se obično pojave 16 do 18 dana nakon izlaganja, a nestaju nakon sledećih 7 do 10 dana. Simptomi su često jači kod odraslih nego kod dece. Oko jedne trećine ljudi ima blage simptome ili ih nema. Komplikacije mogu da uključuju meningitis (15%), pankreatitis (4%), upalu srca, trajnu gluvoću i upalu testisa, što u retkim slučajevima rezultira neplodnošću. Žene mogu razviti oticanje jajnika, ali to ne povećava rizik od neplodnosti.
Zauške su visoko zarazne i brzo se šire među ljudima koji žive u bliskim okruženju. Virus se prenosi respiratornim kapljicama ili direktnim kontaktom sa zaraženom osobom. Samo ljudi dobijaju i šire bolest. Ljudi bivaju zaraženi od oko 7 dana pre početka parotidne upale do oko 8 dana posle. Jednom kada infekcija prođe svojim tokom, osoba je obično doživotno imuna. Ponovna infekcija je moguća, ali infekcija koja usledi obično je blaga. Dijagnoza se obično postavlja na bazi parotidnog oticanja i može se potvrditi izolacijom virusa na brisu parotidnog kanala. Testiranje na IgM antitela u krvi je jednostavno i može biti korisno; međutim, kod onih koji su imunizovani rezultat može biti lažno negativan.
Zauške se mogu sprečiti sa dve doze vakcine protiv zauški. Većina razvijenog sveta uključuje tu vakcinaciju u svoje imunizacione programe, često u kombinaciji sa vakcinom protiv ospica, rubeole i varičela. Zemlje koje imaju nisku stopu imunizacije mogu da primete porast slučajeva među starijim starosnim grupama i tako lošije ishode. Nije poznat specifičan tretman. Nega uključuje kontrolu simptoma lekovima protiv bolova, poput paracetamola (acetaminofen). Intravenski imunoglobulin može biti od koristi kod određenih komplikacija. Hospitalizacija može da bude neophodna ako se razvije meningitis ili pankreatitis. Oko jedan od 10.000 zaraženih umire.
Bez imunizacije godišnje oboli oko 0,1 do 1,0% stanovništva. Široko rasprostranjena vakcinacija rezultirala je padom stope bolesti od preko 90%. Zauške se češće javljaju u zemljama u razvoju, gde je vakcinacija ređa. Međutim, epidemije se još uvek mogu pojaviti kod vakcinisane populacije. Pre uvođenja vakcine, zauške su bile uobičajena dečija bolest u celom svetu. Veće epidemije bolesti obično se javljaju svake 2 do 5 godina. Najčešće su pogođena deca uzrasta od 5 do 9 godina. Među imunizovanom populacijom često su pogođene i osobe u ranim 20-im. Oko ekvatora, ova bolest se često javlja tokom cele godine, dok je u severnijim i južnijim krajevima sveta češća zimi i u proleće. Bolno oticanje parotidnih žlezda i testisa opisao je Hipokrat u petom veku pre nove ere.

## Epidemiologija
Čovek je jedini prirodni domaćin ove infekcije. Epidemiologija ove bolesti značajno je promenjena uvođenjem obavezne vakcine, pa se epidemije izazvane virus mumpsa skoro i ne javljaju, a godišnje se evidentira veoma mali broj slučajeva obolevanja.

## Etiologija
Izazivač oboljenja je virus mumpsa, koji pripada porodici Paramyxovirusa (RNK virus). Mumps je veoma kontagiozna bolest čija inkubacija traje 18-21 dan. Do infekcije dolazi kada virus dospe na sluzokožu disajnih puteva.
Kod nevakcinisane, ili procentualno nedovoljno vakcinisane populaciji najviše obolevaju deca uzrasta od 5 do 9 godina. Oboljenje se javlja u hladnijim mesecima, od januara do maja.
Infekcija se prenosi kapljilnim putem sa obolele osobe. Bolest je zarazna od 5-7 dana pre pojave simptoma pa sve do 9 dana nakon pojave prvih simptoma bolesti.

## Izazivač bolesti — virus mumpsa
Mumps je paramiksovirus, koji prema morfologiji nukleokapside, genskoj organizaciji i biološkim svojstvima proteina, pripada porodici Paramyxoviridae. Virusi ove porodice izolovani su kod velikog broja vrsta što ukazuje na veliku gensku raznolikost. Ovi široko rasprostranjeni patogeni su među najčešćim uzročnicima infekcija disajnih puteva i odgovorni su za visok broj obolelihl i smrtnost u svetu. Ovoj grupi virusa pripadaju:
- respiratorni sincicijski virus,
- virus ospica,
- virusi parainfluence,
- metapneumovirus,
- dva novootkrivena emergentna virusa, Hedra i Nipah virus.

Genom virusa čini jednolančana, nesegmentirana RNA negativnog polariteta (-RNA), dužine lanca od 15.834 nukleotida. Virus je građen od lipoproteinskog omotača s ugrađenim glikoproteinima: hemaglutinin-neuraminidazom (HN), fuzijskim (F) proteinom i malim hidrofobnim proteinom (SH, od engl. small hydrophobic). S unutrašnje strane omotača nalazi se matriks protein (M). Unutar omotača nalazi se helikalni nukleokapsid (virusna RNA vezana uz nukleoprotein (NP)) uz koju su vezani virusni fosfoprotein (P) i veliki protein (L, od engl. large). Protein L ima funkciju virusne RNA-zavisne RNA-polimeraze.
Za biologiju RNA virusa ključan je njihov veliki potencijal za neprekidno prilagođavanje i evoluciju. Zbog prirodno velike sposobnosti uvođenja mutacija koju ima enzim RNA-zavisna RNA-polimeraza i velike populacije virusnih čestica RNA virusi pokazuju visok nivo genetske raznolikosti. Mutacije značajno mogu uticati na biološka svojstva virusa i dovesti do pojave novih virusa.

## Klinička slika
Tipična klinička slika bolest, koja se javlja se skoro kod svih bolesnika, počinje posle kraćeg prodromalnog perioda, u toku koga se javljaju umereno povišena temperatura, malaksalost, glavobolja i gubitak apetita. Mala deca od tegoba navode bol u uhu.
Potom se kod bolesnika razvija karakterističan jednostrani otok parotidne žlezde (mada mogu biti zahvaćene i druge pljuvačne žlezde), koji je elastičan, nejasno ograničen, lako bolno osetljiv. Otok pomera usnu školjku napred i zaklanja ugao mandibule, a 2-3 dana kasnije pojavljuje se otok i sa druge strane lica. Otok koji traje oko 3 dana, potom se smanjuje, što je praćeno padom telesne temperature, kao i prestankom ostalih simptoma.
Nakon 7 dana od pojave bolesti svi simptomi i znaci se povlače.

### Komplikacije
Serozni meningitis
Serozni meningitis je druga po učestalosti manifestacija mumps infekcije, ali može biti i jedina njena manifestacija (kod približno 15% bolesnika), ili se javlja zajedno sa parotitisom (kod približno 50% bolesnika). Bolest počinje simptomima i znacima meningitisa, kao što su povišena temperatura, glavobolja, muka, povraćanje, uz ukočen vrat i pozitivne meningealne znake. Kod bolesnika sa parotitisom, meningealna simptomatologija se obično javlja oko 5. dana od početka bolesti. Nalaz u cerebrospinalnoj. tečnosti (CST) odgovara virusnom, seroznom meningitisu. Posle 7-10 dana simptomi i znaci meningitisa se povlače. Komplikacije u toku ovoga meningitisa su retke.
Orhitis
Orhitis se javlja kod 20-40% muškaraca posle puberteta, dok je kod dečaka izuzetno redak. Nastaje zbog replikacije mumps virusa u seminifernim tubulima a praćen je limfocitnom infiltracijom i edemom. Obično nastaje 7 dana posle parotitisa, mada, kao i meningitis, može nastati i kasnije, ili može biti jedina manifestacija mumps infekcije. Klinički se manifestu je izraženim otokom testisa i crvenilom kože skrotuma, uz jake bolove, Što je praćeno i povišenom temperaturom, mukom i glavoboljom (Febris testicularis). Bol i otok se povlače posle 7 dana. Kao posledica mumps infekcije može nastati sterilitet kod muškaraca, mada se to retko dešava, čak i kod bilateralnih (obostranih) orhitisa.
Encefalitis
Encefalitis u toku mumps infekcije je retka, ali veoma teška manifestacija bolesti. Može nastati u isto vreme kada parotitis, ili 1 do 2 nedelje kasnije (klasični postinfektivni encefalitis). Kliničke manifestacije bolesti su povišena temperatura, glavobolja i povraćanje, na šta se nadovezuju poremećaj svesti, generalizovane konvulzije, fokalni neurološki ispadi i dr. Oporavak od encefalitisa obično je kompletan, mada su moguće i sekvele, kao što su epilepsija, hidrocefalus i psihomotorna retardacija.
Ostalo
Druge manifestacije mumps infekcije su značajno ređe. Mogu nastati gluvoća, pankreatitis, tireoiditis, nefritis, artritis, mastitis, miokarditis, hepatitis i trombocitopeniia.

## Dijagnoza
Dijagnoza bolesti se najčešće postavlja na osnovu tipičnog kliničkog nalaza. Međutim zbog drugih manifestacija bolesti, naročito ako nisu praćene parotitisom, postavljanje dijagnoze zahteva laboratorijsku potvrdu.
Fizikalni pregled
Pažljivim pregledom treba razlikovati parotitis od limfedenitisa vrata.
Virusologija
Virus mumpsa se može dokazati serološkim metodama (najčešće ELISA testom), kojima se otkriva prisustvo antitela u IgM klasi, a posle 3-4 nedelje i IgG antitela. Ovi testovi se mogu raditi i u likvoru i tako dokazati etiologija meningitisa i encefalitisa.
Laboratorijske analize
Amilaze pokazuju povišene vrednosti u krvi i mokraći (kod parotitisa i pankreatitisa).

## Diferencijalna dijagnoza
Diferencijalno dijagnostički treba uzeti u obzir parotitise druge virusne etiologije kao što su influenca A, parainfluenca, koksaki virusi i virus limfocitarnog horiorneningitisa.
Dolaze takođe u obzir i bakterijske infekcije, kao što je Staphylococcus aureus kod bolesnika sa šećernom bolešću ili kod starih osoba sa slabijom higijenom usne duplje.
Od neinfektivnih uzročnika, treba posumnjati a tumore pljuvačnih žlezda, opstrukciju njihovih izvodnih kanala kamencima, sarkoidozu, Šegrenov sindrom i dr.

## Terapija
Lečenje zauški je simptomatsko, imajući u vidu da se radi o virusnoj infekciji, i sastoji se od mera koje će olakšati tegobe bolesnika i omogućiti adekvatnu nadoknadu tečnosti i ishranu bogatu proteinima i vitaminima.
Kod bolesnika sa orhitisom preporučuju se ležanje, hladni oblozi, i analgetici, a kod naročito izraženog otoka testisa mogu se dati i glikokortikoidi.
Kod meningitisa (infekcije mozga), neophodno je bolničko lečenje uz primenu simptomatskih mera, kao kod drugih virusnih infekcija.
Primenjuje se i živa atenuirana vakcina, najčešće u kombinaciji sa vakcinom protiv morbila i rubeole (MMR vakcina).

## Vakcinacija
Vakcina Priorix (MMR vakcina koja se primenjuje i u Srbiji) je trovalaentna vakcina namenjena za primenu kod dece uzrasta 9 meseci i starije, adolescenata i odraslih osoba u cilju zaštite od oboljenja uzrokovanih virusima malih boginja, crvenke (rubeole) i zauški.
Nakon primene vakcine Priorix, imuni sistem (prirodni odbrambeni sistem organizma) će stvarati antitela koja će zaštititi vakcinisanu osobu od infekcije virusima malih boginja, crvenke (rubeole) i zauški.
Sadržaj vakcine Priorix
- Glavni sastojak — Aktivne supstance: živi, atenuirani (oslabljeni) virusi malih boginja, crvenke i zauški (morbila, rubeole i parotitisa).
- Ostali sastojci vakcine — Prašak: aminokiseline; laktoza, bezvodna; manitol; sorbitol. Rastvarač: voda za injekciju

Iako vakcina Priorix sadrži žive viruse, oni su oslabljeni tako da kod zdravih osoba ne mogu uzrokovati male boginje, crvenku ili zauške.
Vakcina Priorix se ne sme primeniti kod žena koje su u drugom stanju.

## Spoljašnje veze
- Imunizacija vašeg deteta vodič za roditelje Архивирано на веб-сајту  (23. октобар 2015) - www.unicef.rs
- Immunization, Vaccines and Biologicals — Mumps  — www.who.int (језик: енглески)

|  | Molimo Vas, obratite pažnju na važno upozorenje u vezi sa temama iz oblasti medicine (zdravlja). |